# Hipotas
La ciudad de Hipotas fue una polis en la región de Beocia.
Fue independiente en algún momento de la Época arcaica.
Ubicada en una meseta en la región del Monte Helicón al sudeste de Beocia se encontraba entre las polis de Tisbe y Coronea, con bastante certeza bajo la actual villa de Koukoura. La meseta de Koukoura, de unos 45 km², permitía mantener una polis pequeña.
Posteriormente su territorio fue dividido entre las vecinas polis de Tisbe y Coronea.